# Blansko (Kaplice)
Blansko (dříve také Blánsko, německy Pflanzen), je vesnice a část města Kaplice v okrese Český Krumlov. Nachází se asi 1,5 kilometru východně od Kaplice. Prochází jím silnice II/154. Blansko leží v katastrálním území Blansko u Kaplice o rozloze 6,13 km².

## Historie
První písemná zmínka o vesnici pochází z roku 1360. Od zavedení obecního zřízení v polovině 19. století bylo Blansko samostatnou obcí. V letech 1938 až 1945 bylo v důsledku uzavření Mnichovské dohody přičleněno k nacistickému Německu. Od roku 1961 je částí města Kaplice.

## Pamětihodnosti
- kostel svatého Jiří se hřbitovem v jihovýchodní části vsi
- venkovské usedlosti na návsi
- památný strom na návsi, dub letní
- boží muka s Pietou na návsi
- boží muka na západě vsi
- kaplička severně od Blanska

## Galerie

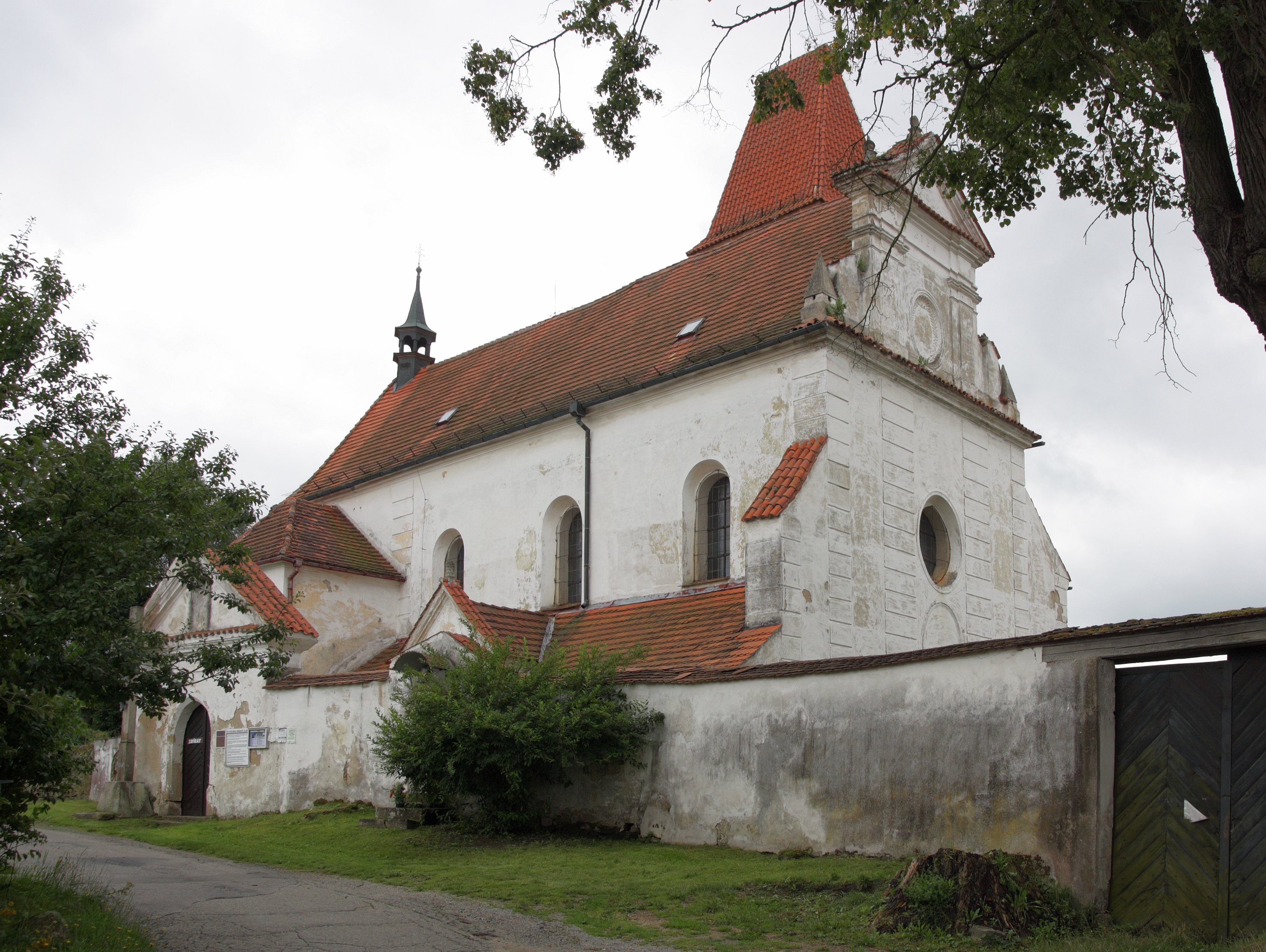
Kostel svatého Jiří
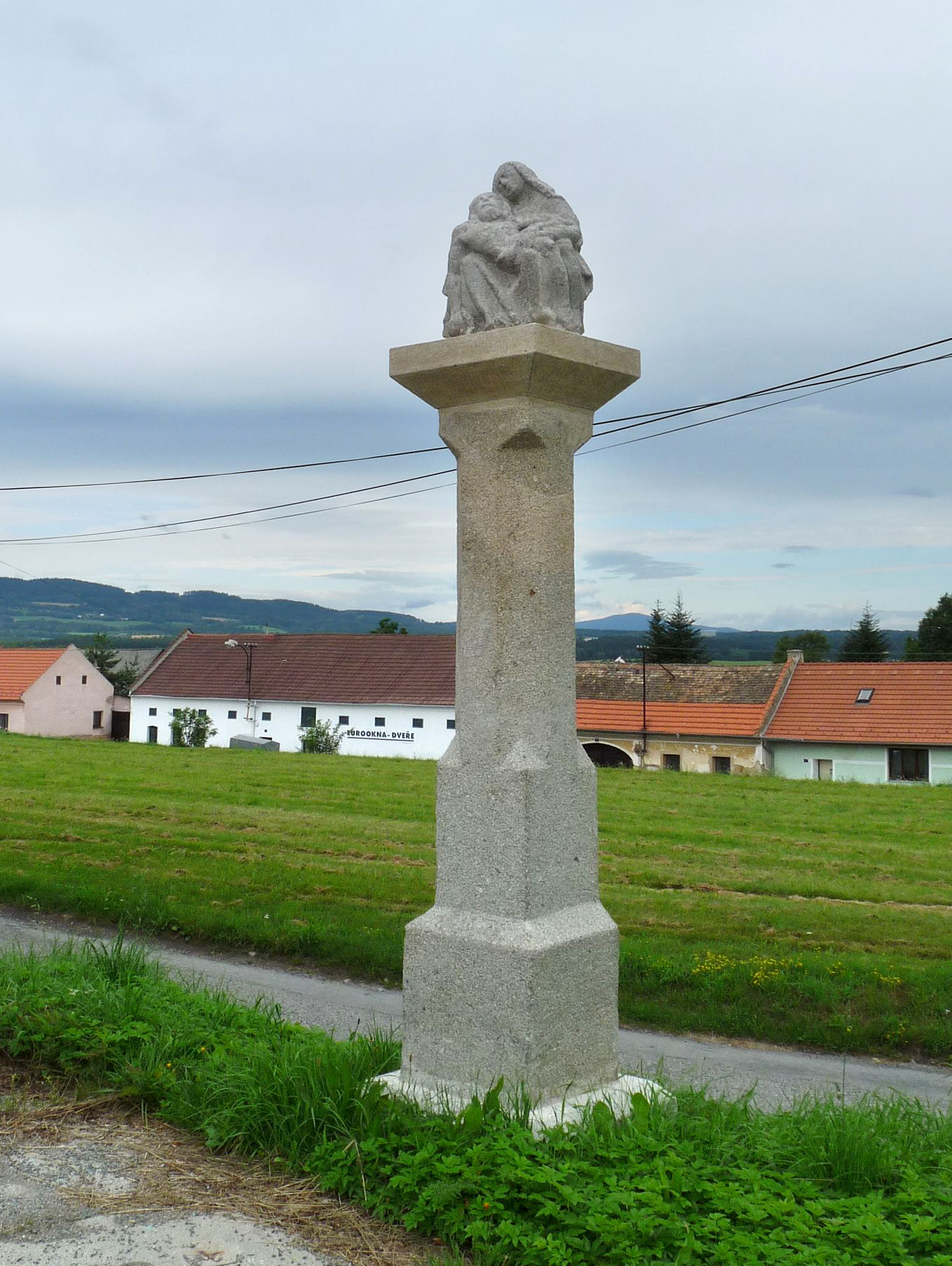
Boží muka s Pietou
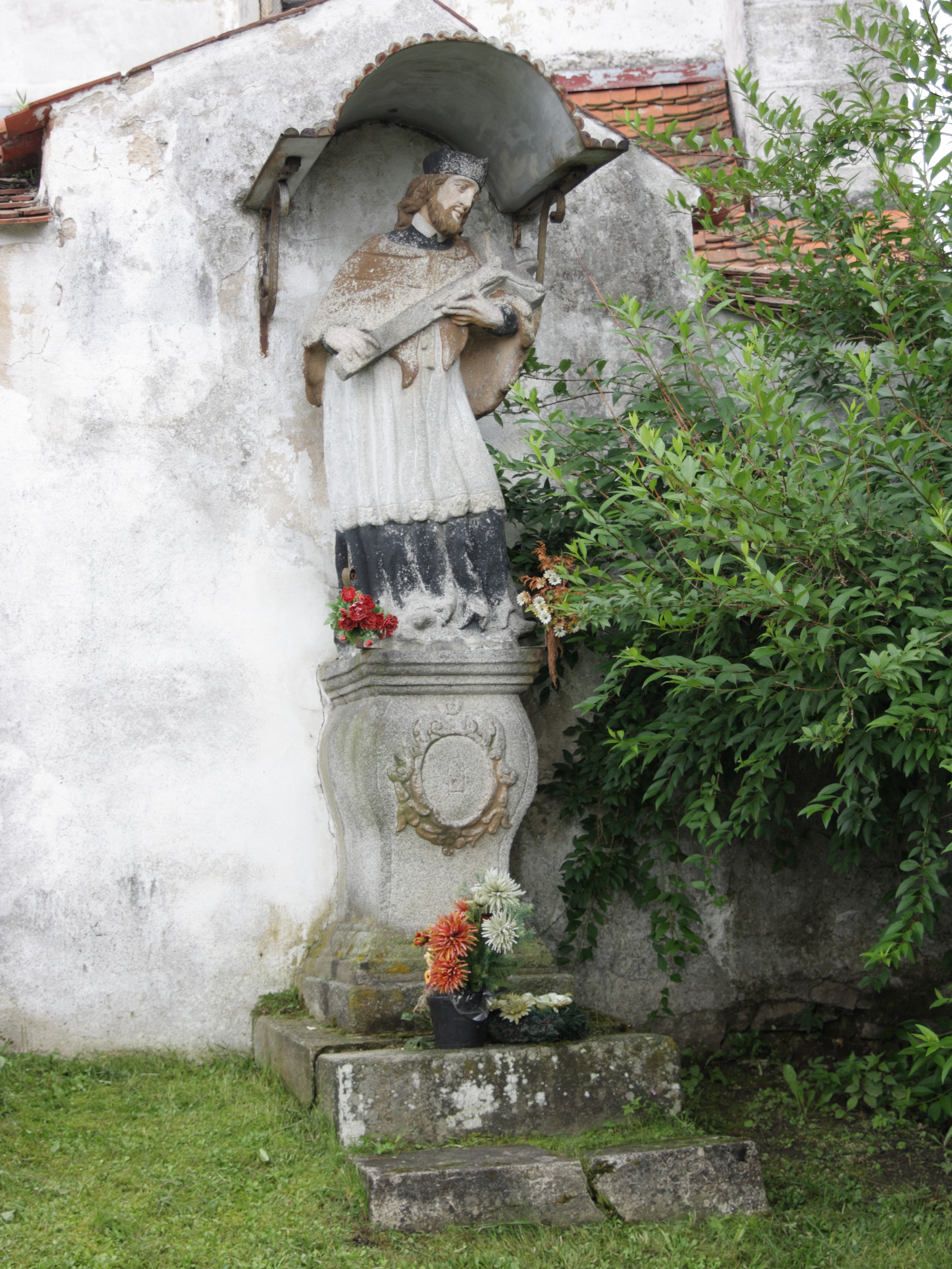
Socha svatého Jana Nepomuckého u kostela